# Lycia brevipennis
Lycia brevipennis là một loài bướm đêm trong họ Geometridae.